# 石家莊煤礦機械
石家庄煤矿机械有限责任公司，是冀中能源集團和中煤能源集團合營公司，是在1939年當時煤炭工业部吉林省煤矿机械厂成立，1959年搬遷至河北石家莊市，更名為煤炭部石家庄煤矿机械厂，1998年改公司制，主要業務专业从事煤矿采掘运及支护设备、工程钻探设备、随车起重设备研发、生产和销售的大型机电装备制造企业等。現任總經理魏景生。
2007年，被冀中能源集團和中煤能源集團旗下中国煤矿机械装备收購本集團，已被河北省政府国资委批准。